# Rafael García Travesí
Pour les articles homonymes, voir García et Carral (homonymie).
Rafael García Travesí y Carral  (né le 8 avril 1910 à Mexico et mort le 22 mars 1984  dans la même ville) est un scénariste de cinéma mexicain. 
Il a notamment écrit plusieurs scénarios de films d'El Santo.

## Biographie
Ainé d'une famille de cinq enfants, Rafael García Travesí y Carral perd son œil droit à l'âge d'un an après une chute dans un escalier, un biberon de verre à la main. En défense aux critiques et brimades, il se forge un caractère combatif et développe de fortes convictions. À 11 ans, il est obligé d'abandonner l'école à cause de la mauvaise situation économique de ses parents. Malgré cela, sa passion pour la lecture lui permet de s'éduquer en autodidacte.
Adolescent, il travaille comme sténographe dans des tribunaux, puis s'immisce dans le monde de la politique. Dans les années 1930, il travaille dans le corps diplomatique du Mexique à Paris, qu'il abandonne peu avant l'occupation nazie. 
De retour dans son pays, il devient orateur pour Ezequiel Padilla, candidat à la présidence du Mexique en 1946. À la même époque, il rencontra l'acteur David Silva qui l'initie au monde du cinéma. Cependant, Travesí préfère lutter contre le régime du président Miguel Alemán, ce qui lui vaut trois ans d'emprisonnement. En prison, il écrit un recueil de poèmes, Rebeldías (en français : Rébellions). 
À nouveau libre en 1952, il se consacre à temps plein au cinéma et devient l'un des scénaristes les plus prolifiques des années 1960 et 1970. Il côtoie les producteurs Roberto Rodríguez et Gregorio Walerstein et écrit pour Roberto Gavaldón, Miguel M. Delgado, Chano Urueta, Alejandro Galindo et Federico Curiel. 
De nombreux scénarios concernent des films du lutteur masqué El Santo et de l'acteur Vicente Fernández.

## Filmographie
- 1952 : Víctimas del divorcio
- 1953 : El Corazón y la espada
- 1954 : De ranchero a empresario
- 1954 : La Perversa
- 1954 : Sombra verde
- 1955 : El Pecado de ser mujer
- 1955 : El Seductor
- 1955 : El Túnel 6
- 1955 : La Fuerza del deseo
- 1955 : Maternidad imposible
- 1956 : Amor y pecado
- 1956 : Besos prohibidos
- 1956 : La Ilegítima
- 1956 : Los Amantes
- 1957 : La Diana cazadora
- 1958 : La Sonrisa de la Virgen
- 1959 : Los Hijos ajenos
- 1959 : Mis secretarias privadas
- 1960 : El Impostor
- 1960 : El Supermacho
- 1960 : Infierno de almas
- 1960 : La Caperucita roja
- 1960 : Revolver en guardia
- 1961 : Amor a balazo limpio
- 1961 : Tres Romeos y una Julieta
- 1962 : Superman contre les femmes vampires d'Alfonso Corona Blake
- 1962 : Los Pistoleros
- 1962 : Pecado
- 1963 : Santo vs el estrangulador de René Cardona
- 1963 : Espectro del estrangulador de René Cardona
- 1963 : La Bandida
- 1964 : Blue Demon contra el poder satánico de Chano Urueta
- 1964 : Atacan las brujas de José Díaz Morales
- 1964 : El Hacha diabólica de José Díaz Morales
- 1965 : Profanadores de tumbas de José Díaz Morales
- 1967 : El Barón Brakola de José Díaz Morales
- 1965 : El Hijo de Gabino Barrera
- 1965 : Me ha gustado un hombre
- 1965 : Viento negro
- 1966 : Caña brava
- 1966 : El Indomable
- 1966 : 'Gatillo Veloz' en 'Los Malditos'
- 1966 : Gatillo Veloz
- 1966 : Juventud sin ley
- 1966 : Santo el enmascarado de plata vs los villanos del ring d'Alfredo B. Crevenna
- 1966 : Operación 67 de René Cardona et René Cardona Jr.
- 1967 : La Vuelta del Mexicano
- 1967 : Seis días para morir
- 1968 : El Escapulario
- 1968 : El tesoro de Moctezuma de René Cardona et René Cardona Jr.
- 1968 : Lucio Vázquez
- 1969 : Alerta, alta tension
- 1969 : Aventuras de Juliancito
- 1969 : Lauro Puñales
- 1970 : El Mundo del los muertos
- 1970 : La Captura de Gabino Barrera
- 1970 : Santo contra Blue Demon en la Atlántida
- 1970 : Santo el enmascarado de plata y Blue Demon contra los monstruos
- 1971 : La Venganza de Gabino Barrera
- 1971 : Los Campeones justicieros
- 1972 : La Martina
- 1972 : Las Momias de Guanajuato
- 1972 : Una Mujer honesta
- 1973 : La Tigresa
- 1973 : Los Hombres no lloran
- 1973 : Santo contra la magia negra
- 1974 : Los Leones del ring contra la Cosa Nostra
- 1974 : Los Leones del ring
- 1976 : Juan Armenta, el repatriado
- 1976 : La India
- 1976 : La Ley del monte
- 1977 : El Mexicano (TV)
- 1977 : Que te vaya bonito
- 1979 : Mojados
- 1980 : Con la muerte en ancas
- 1981 : Como México no hay dos
- 1982 : Juan Charrasqueado y Gabino Barrera, su verdadera historia
- 1983 : Todo un hombre
- 1984 : Braceras y mojados
- 1984 : El Sinvergüenza